# Rosellinia palmae
Rosellinia palmae är en svampart som beskrevs av L.E. Petrini 2003. Rosellinia palmae ingår i släktet Rosellinia och familjen kolkärnsvampar.   Inga underarter finns listade i Catalogue of Life.